# Shionogi Rainbow Stokes Hyogo
Los Shionogi Rainbow Stokes Hyogo (シオノギレインボーストークス兵庫 Shionogi Reimbō Sutōkusu Hyōgo?) son un equipo de sóftbol femenino de Japón con sede en Amagasaki, Hyogo. Compiten en la West Division de la Japan Diamond Softball League (JD.League).

## Historia
Los Rainbow Stokes fueron fundados en 1949 como equipo de sóftbol de Shionogi.
La Japan Diamond Softball League (JD.League) se fundó en 2022, y los Rainbow Stokes se unieron a la nueva liga formando parte de la West Division.

## Roster actual
- Actualizado el abril de 2022.[4]

| Posición        | N.º       | Nombre            | Edad      | Altura             | Bateo     | Lanz.     | Notas     |
| Jugadoras       | Jugadoras | Jugadoras         | Jugadoras | Jugadoras          | Jugadoras | Jugadoras | Jugadoras |
| --------------- | --------- | ----------------- | --------- | ------------------ | --------- | --------- | --------- |
| Lanzadoras      | 18        | Akane Koji        | 23 años   | 170 cm (5 ft 7 in) | Izquierda | Derecha   |           |
| Lanzadoras      | 19        | Sana Nobuta       | 26 años   | 168 cm (5 ft 6 in) | Derecha   | Derecha   |           |
| Lanzadoras      | 20        | Sakimi Chiba      | 29 años   | 172 cm (5 ft 8 in) | Izquierda | Izquierda |           |
| Lanzadoras      | 27        | Yura Horimoto     | 21 años   | 174 cm (5 ft 9 in) | Izquierda | Derecha   |           |
| Lanzadoras      | 29        | Asaka Yoshii      | 28 años   | 157 cm (5 ft 2 in) | Izquierda | Derecha   |           |
| Receptoras      | 2         | Hina Ujimaru      | 26 años   | 159 cm (5 ft 3 in) | Derecha   | Derecha   |           |
| Receptoras      | 5         | Shino Satake      | 26 años   | 166 cm (5 ft 5 in) | Derecha   | Derecha   |           |
| Receptoras      | 7         | Mai Tajima        | 24 años   | 160 cm (5 ft 3 in) | Izquierda | Derecha   |           |
| Cuadro interior | 1         | Otoha Murabayashi | 23 años   | 168 cm (5 ft 6 in) | Derecha   | Derecha   |           |
| Cuadro interior | 3         | Marie Kubota      | 27 años   | 156 cm (5 ft 1 in) | Izquierda | Derecha   |           |
| Cuadro interior | 6         | Yumi Koto         | 29 años   | 163 cm (5 ft 4 in) | Derecha   | Derecha   |           |
| Cuadro interior | 8         | Emu Kato          | 29 años   | 160 cm (5 ft 3 in) | Izquierda | Derecha   |           |
| Cuadro interior | 10        | Seina Yokono      | 31 años   | 167 cm (5 ft 6 in) | Derecha   | Derecha   |           |
| Cuadro interior | 14        | Miku Tomura       | 30 años   | 154 cm (5 ft 1 in) | Izquierda | Derecha   |           |
| Cuadro interior | 16        | Kyoka Sakamoto    | 21 años   | 157 cm (5 ft 2 in) | Derecha   | Derecha   |           |
| Cuadro interior | 23        | Honoka Shiraishi  | 25 años   | 166 cm (5 ft 5 in) | Derecha   | Derecha   |           |
| Jardineras      | 9         | Minami Nakamura   | 25 años   | 165 cm (5 ft 5 in) | Izquierda | Derecha   |           |
| Jardineras      | 17        | Saki Ozawa        | 26 años   | 154 cm (5 ft 1 in) | Izquierda | Izquierda |           |
| Jardineras      | 21        | Nana Tanimoto     | 26 años   | 160 cm (5 ft 3 in) | Izquierda | Derecha   |           |
| Jardineras      | 22        | Akane Ohashi      | 25 años   | 161 cm (5 ft 3 in) | Izquierda | Izquierda |           |
| Jardineras      | 25        | Miyabi Migita     | 21 años   | 163 cm (5 ft 4 in) | Izquierda | Derecha   |           |
| Jardineras      | 28        | Misaki Kobayashi  | 26 años   | 163 cm (5 ft 4 in) | Izquierda | Derecha   |           |
| Cuerpo técnico  |           |                   |           |                    |           |           |           |
| Mánager         | 30        | Masako Okamura    | 66 años   | -                  | -         | -         |           |
| Entrenadores    | 31        | Ayaka Takebayashi | 37 años   | -                  | -         | -         |           |